# Austerlitz (Nueva York)
Austerlitz es un pueblo ubicado en el condado de Columbia en el estado estadounidense de Nueva York. En el año 2000 tenía una población de 1453 habitantes y una densidad poblacional de 11.5 personas por km².

## Geografía
Austerlitz se encuentra ubicado en las coordenadas 42°19′13″N 73°31′16″O / 42.32028, -73.52111.

## Demografía
Según la Oficina del Censo en 2000 los ingresos medios por hogar en la localidad eran de $51 369, y los ingresos medios por familia eran $56 771. Los hombres tenían unos ingresos medios de $44 531 frente a los $37 188 para las mujeres. La renta per cápita para la localidad era de $38 054. Alrededor del 5.6% de la población estaban por debajo del umbral de pobreza.